# Gro Knutsen
Gro Knutsen (født 14. november 1972) er en norsk håndboldspiller for Gjerpen Håndball.

## Klubber
- Sønderjyske
- Rocasa
- Gjerpen Håndball